# Francis Poulenc
Francis Jean Marcel Poulenc (7. ledna 1899 Paříž – 30. ledna 1963 Paříž), byl francouzský skladatel a člen skupiny Pařížská šestka (Les six).

## Život
Poulenc se narodil v Paříži do rodiny farmaceutických magnátů (farmaceutická firma založená jeho předky existuje dodnes). Jeho matka, sama talentovaná klavíristka, poskytla synovi základní hudební vzdělání a díky bohatému rodinnému zázemí mu bylo umožněno studovat hru na klavír u španělského virtuóze Ricarda Viñese. V 18 letech (jako samouk) složil svou první skladbu Rapsodie Négre pro baryton a orchestr, která vyvolala v Paříži senzaci. V roce 1918 byl Poulenc povolán do armády, kde setrval do roku 1921.
Aby se Poulenc zdokonalil ve skladatelské technice, tři roky docházel k učiteli Charlesovi Koechlinovi. Pro Poulencův život i jeho tvorbu byl významný rok 1935, kdy při autonehodě zahynul jeho blízký přítel Pierre-Octave Ferroud. Tato tragická událost podnítila Poulenca k návratu ke katolické víře, kterou v mládí ztratil. V další fázi jeho tvorby se proto objevují vážnější duchovní skladby.
V letech 1953–1956 složil Poulanc své nejrozsáhlejší dílo – operu Dialogy karmelitek. Mezi jeho poslední díla patří hobojová a klarinetová sonáta. Poulenc náhle zemřel na srdeční infarkt v Paříži, kde je také pochován.

## Osobnost
Poulenc, člověk svébytného vtipu a duchaplnosti, byl homosexuál a jeho soukromý život byl velmi pestrý. Jeho prvním dlouhodobým partnerem byl malíř Richard Chanlaire. Vztahy s ostatními muži (například barytonistou Pierrem Bernacem, pro nějž napsal několik děl) zůstávají zahalené rouškou tajemství. Měl však vztahy i se ženami, zamýšlel se oženit s dlouholetou přítelkyní Raymonde Linossierovou, čemuž však zabránila její smrt. Poulencův život ovlivnilo několik tragédií, při kterých přišel o blízké přátele; nejdřív o spisovatele Raymonda Radigueta, který zemřel na tyfus[nepřesný odkaz], a později skladatele Pierra-Octava Ferrouda.
V roce 1950 se hudební kritik Claude Rostand o Poulancovi vyjádřil, že je to „napůl darebák, napůl mnich“ („le moine et le voyou“). Tento výrok se okamžitě vžil a nechybí v žádné Poulencově biografii. Upozorňuje totiž na zvláštní polarizaci skladatelovy osobnosti i jeho díla.

## Charakteristika tvorby
Ony dvě zmíněné kontrastní stránky skladatelovy osobnosti se odrazily i na jeho tvorbě – zanechal na jedné straně mnoho odlehčených klavírních skladeb a sonát, na druhé straně hluboká a závažná vokální hudební díla. Stylově má nejblíž k neoklasicismu, byl spíš konzervativní a na rozdíl od kolegů z Pařížské šestky se důsledněji držel diatoniky. Ve všech oblastech tvorby je patrná nezvykle bohatá melodická invence. Poulenc, jenž neměl klasické skladatelské vzdělání, přinesl do francouzské hudby nové melodie, nadhled, vtip a eleganci. Časem si vybudoval ustálené harmonické postupy a používal své typické harmonické přechody. Rád skládal díla pro klavír, na němž sám jako interpret vynikal, a vokální díla. Měl v oblibě více dechové nástroje, než smyčcové. Názory kritiků na Poulencovu tvorbu se dodnes rozcházejí. Někteří ho odmítají brát vážně a tvrdí, že jeho díla hraničí s kýčem, jiní ho považují za nejpřínosnějšího člena Pařížské šestky.

## Dílo

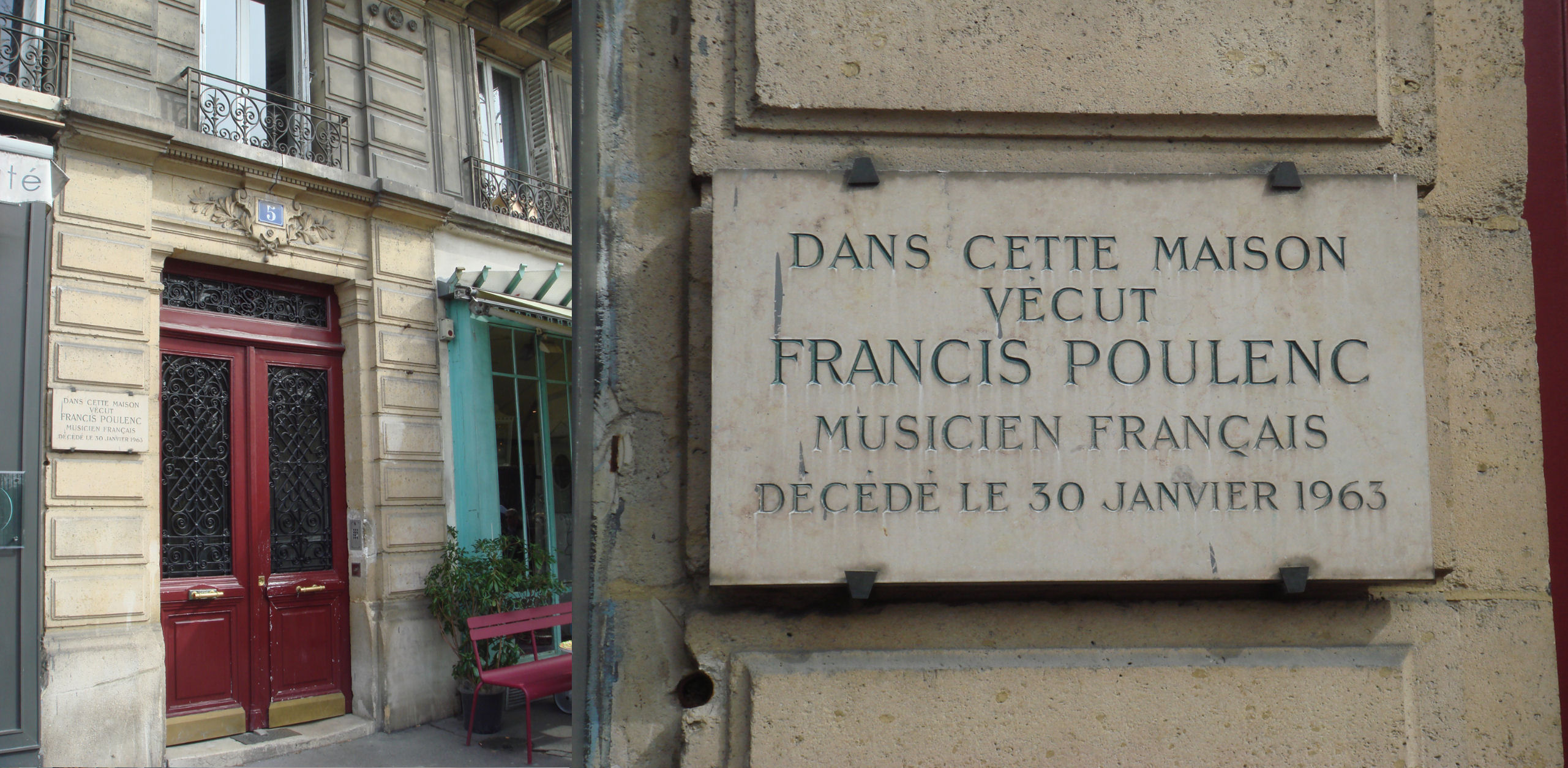
Pamětní deska na domě 5 rue de Medicis v Paříži.

### Komorní tvorba
- Sonáta pro 2 klarinety, op. 7 (1918/1945)
- Sonáta pro housle a klavír, op. 12 (1918)
- Klavírní suita (1920)
- Sonáta pro klarinet a fagot, op. 32 (1922/1945)
- Sonáta pro lesní roh, trubku a trombón, op. 33 (1922/1945)
- Trio pro hoboj, fagot a klavír, op. 43 (1926)
- Suite française pro 2 hoboje, 2 fagoty, 2 trumpety, 3 trombóny, bicí a cemballo, op. 80 (1935)
- Sextet pro klavír a dechový kvintet, op. 100 (1932–9)
- Sonáta pro housle a klavír, op. 119 (1942–3/1949)
- Sonáta pro violoncello a klavír, op. 143 (1940–48)
- Trois mouvements perpétuels pro 9 nástrojů, op. 14 (1946)
- Sonáta pro flétnu, op. 164 (1956–7)
- Elegie pro lesní roh a klavír, op. 168 (1957)
- Sarabanda pro kytaru, op. 179 (1960)
- Sonáta pro klarinet, op. 184 (1962)
- Sonáta pro hoboj, op. 185 (1962)
- Sonáta pro klavír čtyřručně (1918)

### Koncerty
- Concert champêtre pro cembalo (1927–1928)
- Concerto Choréographique pour piano et dix-huit instruments, „Aubade“ (1930)
- Koncert pro dva klavíry a orchestr d-moll (1932)
- Koncert pro varhany, smyčce a tympány g-moll (1938)
- Koncert pro klavír a orchestr(1949)

### Písně
- Píseň Le Portrait (1937)
- Píseň La Grenouillère (1938)
- Píseň Bleuet (1939)
- Písně Banalités (I: Chanson d'Orkenise, II: Hôtel, III: Fagnes de Wallonie, IV: Voyage à Paris, V: Sanglots) (1940)
- Píseň Paul et Virginie (1946)

### Vokálně-instrumentální
- Opera Prsy Tiresiovy (Les mamelles de Tirésias) (1947)
- Opera Dialogy karmelitek (Dialogues des Carmélites) (1957)
- Monoopera Lidský hlas (La Voix Humaine) (1959)
- Kantáta Lidská tvář (Figure humaine) pro dvojitý sbor, a cappella (1943), premiéra v lednu 1945 v Londýně

### Sborová hudba
- Mše G-dur (SATB) (1937)
- Exultate Deo (SATB) (1941)
- Salve regina (SATB) (1941)
- Un soir de neige (6 hlasů) (1944)
- Quatre petites prières de Saint François d'Assise (mužský sbor) (1948)
- Stabat Mater (1950)
- Gloria (1959)
- Sept répons des ténèbres pro dětský soprán, mužský sbor, dětský sbor a orchestr (1961–2)